# Stylostomum sanjuania
Stylostomum sanjuania är en plattmaskart. Stylostomum sanjuania ingår i släktet Stylostomum och familjen Euryleptidae. Inga underarter finns listade i Catalogue of Life.